# Kekionga
Kekionga aussi connu sous le nom de Kiskakon, ou village de Pacanne, était la capitale des Miamis au confluent des rivières Saint-Joseph, Sainte-Marie et Maumee dans le nord-est de l'actuel État de l'Indiana. 

## Historique
Ce village fut longtemps occupé par des cultures amérindiennes. Kekionga était un gros village du peuple des Miamis à l'époque de leur rencontre avec les Européens. Il est devenu un poste important pour les Européens car situé sur un portage de dix kilomètres entre la rivière Maumee et la Petite rivière qui relient le lac Érié à la rivière Wabash et au fleuve Mississippi. À cause des guerres franco-iroquoises au milieu du XVIIe siècle pour la fourrure, cette route est devenue dangereuse pour les marchands. Après ces guerres, le portage se démontra la route la plus courte entre les colonies du Canada et celle de la Louisiane La zone regorgeait d'animaux sauvages car elle n'avait pas été densément peuplée depuis des années.
Les Miamis étaient les premiers à bénéficier de la traite avec les Européens, surtout les Canadiens du Québec. Les Canadiens sous le commandement de Jean-Baptiste Bissot de Vincennes établirent un poste de traite appelé Fort Miamis, premièrement sur la rivière Saint-Joseph et par la suite à Kekionga. Vincennes et les Miamis développèrent une forte amitié durable. 
Kekionga demeura un site central pour les Miamis pendant plusieurs décennies, comparé à d'autres villages de l'époque. En 1733, Kekionga fut frappé par une épidémie de variole. Les Miamis tenaient leurs assemblées dans le centre du village. Dans un discours durant le traité de Greenville en 1795, Michikinikwa fit référence à Kekionga comme « cette glorieuse porte… à travers laquelle toutes les bonnes paroles des chefs doivent passer, du nord au sud et de l'est à l'ouest. »

### Période coloniale
Quelques marchands britanniques convainquirent certains Miamis de s'établir plus à l'est en violation du traité d'Utrecht. En 1749, le pro-Britannique Memeskia dit La Demoiselle quitta Kekionga pour établir un village anglais appelé Pickawillany, qui se peuple rapidement. La lutte entre les villages pro-Canadiens et les villages pro-Britanniques causa des problèmes chez les Miamis en 1751. Les officiers français ont essayé de persuader les Miamis de retourner à Kekionga, qui était près de leur fort de Détroit et plus difficile pour les Anglais à atteindre.
Le lieutenant Louis Coulon de Villiers rejoint le Fort Miamis qui est délabré et demande aux trappeurs français de construire un nouveau fort, qui fut terminé en 1752. Cette même année, le chef pro-français Pied Froid mourut d'une autre épidémie de variole à Kekionga. Lorsque les Amérindiens de la Confédération des Trois Feux alliés aux Français détruisirent Pickawillany, les Miamis ont cessé d'aider les Canadiens et les Français. La plupart des Miamis survivants retournèrent alors à Kekionga.
Après la guerre de Sept Ans (1756-1763), la Nouvelle-France fut cédée à la Grande-Bretagne. Les Miamis de Kekionga prirent part à la rébellion de Pontiac au printemps de 1763, en capturant des garnisons britanniques et en tuant deux officiers. L'année suivante, Pacanne devint le chef du village et il épargna la vie du capitaine britannique Thomas Morris et le renvoya à Détroit. En 1765, Kekionga avait accepté les Britanniques.